# Madelene Jonsson
Madelen Jonsson, född 24 april 1987, är en svensk innebandyspelare som spelar center i Sala Silverstaden sedan hösten 2013. Hon kommer senast från Warberg IC.
Hon började karriären i Alfta IBK och blev under ett par säsonger i Iksu svensk mästare säsongerna 2004/2005 och 2005/2006.

## Klubbar i karriären
- Alfta IBK (1997/1998–2002/2003)
- Holmsund City IBC (2003/2004)
- Iksu Innebandy (2003/2004–2005/2006)
- Pixbo Wallenstam IBK (2006/2007–2008/2009)
- Warberg IC (2009/2010-2012/2013)
- Sala Silverstaden IBK (2013/2014-)